# 山村耕花

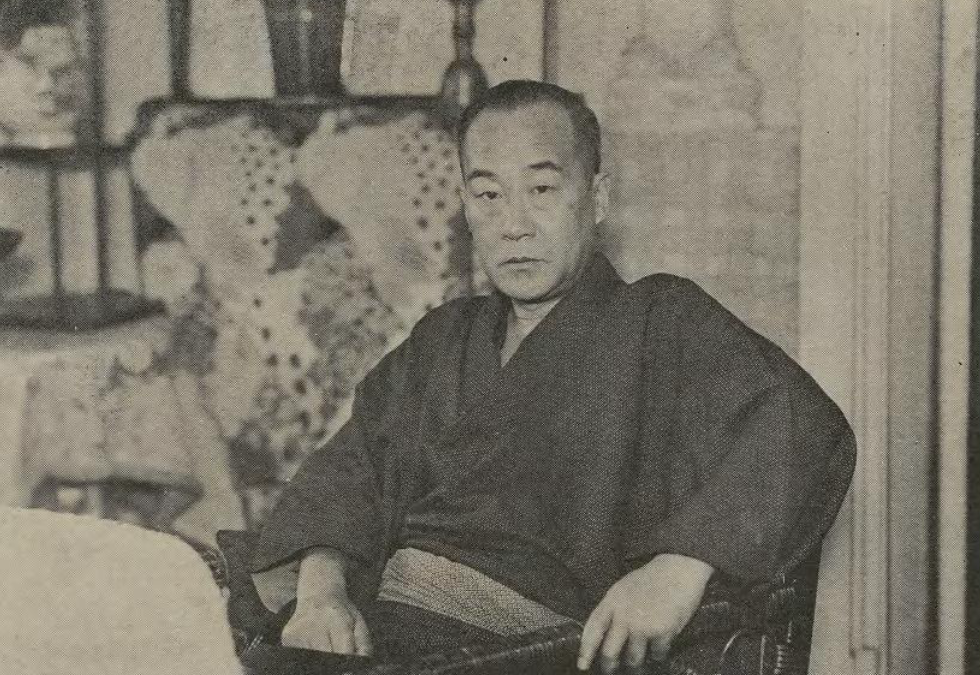
山村耕花

山村 耕花（やまむら こうか、明治18年〈1885年〉1月2日 - 昭和17年〈1942年〉1月25日）とは、明治時代から昭和時代にかけての日本画家、浮世絵師、版画家。

## 来歴
本名は豊成。耕花と号す。東京府下品川本宿13、品川の名刹不動の坊守の家に生まれる。はじめ尾形月耕に師事する。後に東京美術学校日本画選科を卒業し、その卒業の年の明治40年（1907年）の第1回文展に「荼毘」を出品、入選する。1910年、第4回文展において「大宮人」が褒状を受賞する。のち大正3年（1914年）から再興院展に参加、第3回展の際、「業火と寂光の都」を出品して、日本美術院の同人となった他、烏合会、珊瑚会などでも活躍した。主に歴史、風俗に取材した作品を多く残している。大正5年（1916年）、渡辺版画店（現㈱渡邊木版美術画舗）から「十一代目片岡仁左衛門の大星由良之助」を発表し、以降多くの役者絵の新版画を版行した。大正9年（1920年）から発表した「梨園の華」シリーズ12点は代表作にあげられる。作風はダイナミックで古典に題材を得ていた。また、舞台装置や演劇に対しても強い関心を持っており、それらの参考とするため浮世絵、大津絵、蒔絵、陶磁、人形などの収集でも知られていた。美人画や風景画の版画も作っているが、大正3年（1914年）には自ら彫り、自ら摺る自刻自摺による木版画も制作している。また大正4年（1915年）6月から似顔洞発行の『新似顔』に、役者絵の小作品を掲載するようになった。石井柏亭や川村花菱との共作、合作も行っている。後に発起人を募り私家版の版画（木版画・石版）を発表する。その際に木版画の制作は渡辺版画店（現㈱渡邊木版美術画舗）にて行った。1935年多摩美術大学教授、支那事変が起こってからは昭和13年（1938年）の「大地悠々」等の戦争画も発表するようになり、昭和15年（1940年）には南支戦線に従軍して「南支汕頭上空より」、「南支虎門動次島」などを描いている。腎臓炎を病んで聖路加病院で治療していたが回復せず、昭和17年（1942年）1月25日に逝去した。享年57。法名は豊筆院彩徳耕花居士。墓所は品川区東大井の来福寺。

## 作品

### 肉筆
| 作品名                     | 技法         | 形状・員数 | 寸法（縦x横cm）   | 所有者                         | 年代                 | 落款・印章                             | 備考                 |
| -------------------------- | ------------ | ---------- | ----------------- | ------------------------------ | -------------------- | -------------------------------------- | -------------------- |
| ほうづき                   | 絹本著色     | 1幅        | 127x42            | 培広庵コレクション             | 1917年（大正6年）。  |                                        |                      |
| 町娘・遊女図               | 絹本著色     | 双幅       | 各160x42          | 培広庵コレクション             | 1918年（大正7年）    |                                        |                      |
| 四季美人図                 | 絹本著色     | 二曲一隻   | 220x212           | 培広庵コレクション             | 1918年（大正7年）頃  |                                        |                      |
| お七吉三                   | 絹本著色     | 双幅       | 126.0x42.0        | 秋田県立近代美術館             | 1910年代（大正初期） | 各幅に款記「耕花圖之」/「□□□」白文方印 |                      |
| 宋三彩劃花壺（壺三題の内） |              |            |                   | 掛川市二の丸美術館             | 1922年（大正11年）   |                                        | 再興日本美術院展出品 |
| 婦女愛禽図                 | 紙本著色     | 二曲一双   | 185.5x186.0（各） | 横浜美術館                     | 1925年（大正14年）   |                                        |                      |
| 腑分け                     | 絹本著色     | 1面        | 141.0x189.0       | 慶應義塾大学医学部             | 1927年（昭和2年）    |                                        | 第14回再興院展       |
| ウンスン哥留多             | 紙本著色     | 二曲一双   | 135.0x190.0（各） | 横浜美術館                     | 1930年（昭和5年）    |                                        |                      |
| 謡曲幻想 隅田川・田村      | 紙本著色     | 四曲一双   | 172.0x302.8（各） | 横浜美術館                     | 1930年（昭和5年）    |                                        |                      |
| 胡瓜                       | 紙本墨画淡彩 | 六曲一隻   | 159.5x495.0       | 横浜美術館                     | 1930年（昭和5年）    |                                        |                      |
| 秋色                       | 紙本著色     | 1幅        | 60.0x75.3         | 北海道立近代美術館             | 1933年（昭和8年）    |                                        |                      |
| 若衆                       |              | 1幅        |                   | 白澤菴（大津市歴史博物館寄託） |                      |                                        |                      |

### 版画
- 「日本銀行図」　木版画　昭和13年頃　日本銀行金融研究所　貨幣博物館所蔵

- 「新浮世絵美人合　二月　寒空」　木版画　大正13年（1924年）
- 「踊り 上海ニューカルトン所見」 木版画　大正13年　 私家版（山村耕花版画刊行会） 町田市立国際版画美術館、ホノルル美術館所蔵

- 「お杉お玉図」
- 「うんすん歌留多」

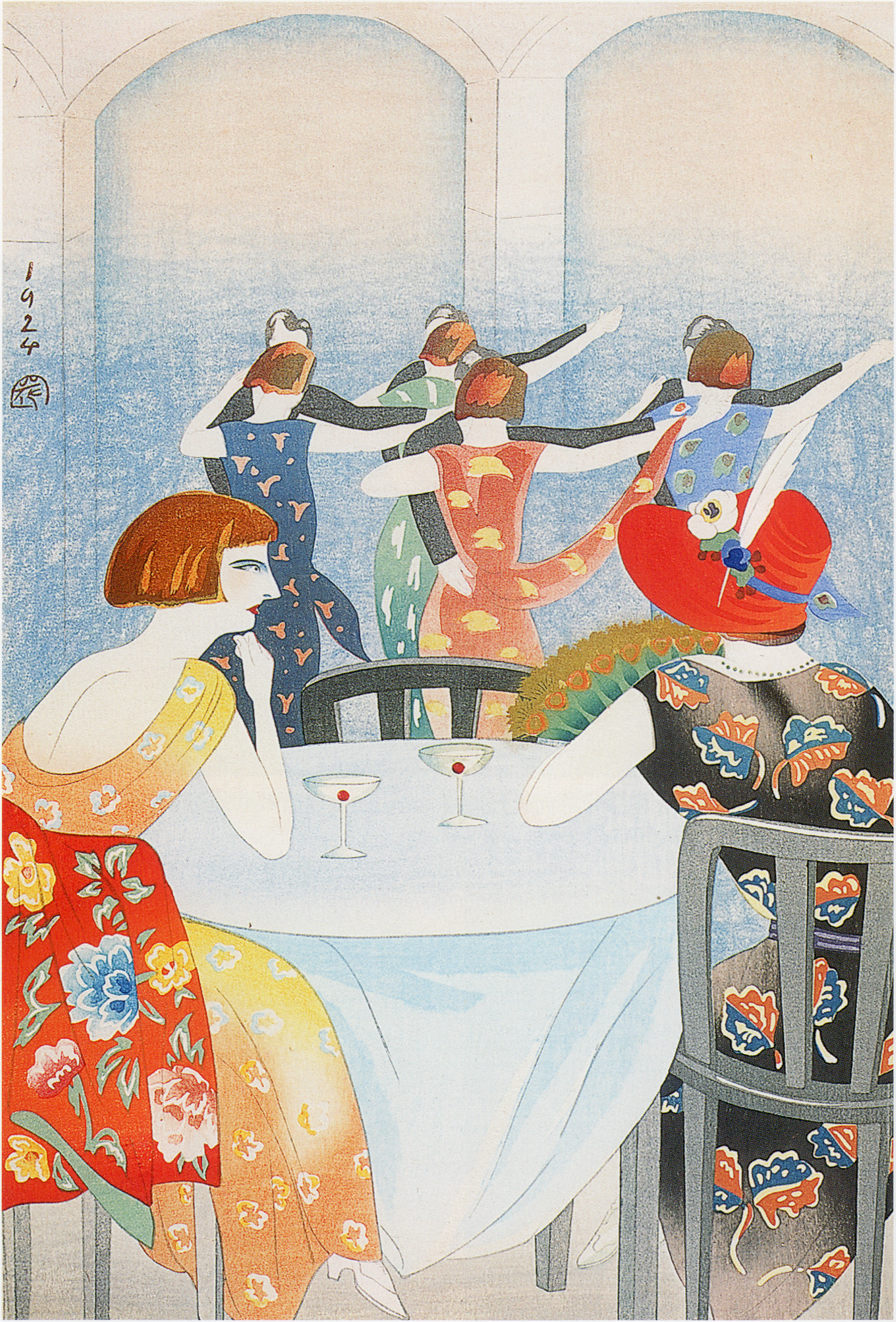
「踊り 上海ニューカルトン所見」1924年

- 「四代目尾上松助の蝙蝠安」　木版画　千葉市美術館所蔵
- 「七世松本幸四郎の関守関兵衛」　木版画　大正8年（1919年） 町田市立国際版画美術館所蔵
- 「梨園の華　七世松本幸四郎の助六」　木版画　大正9年　江戸東京博物館、町田市立国際版画美術館所蔵
- 「梨園の華　初世中村鴈治郎の茜半七」　木版画　大正9年　江戸東京博物館、町田市立国際版画美術館所蔵
- 「梨園の華　十三世守田勘弥のジャン・バルジャン」　木版画　大正10年 東京国立近代美術館、町田市立国際版画美術館所蔵

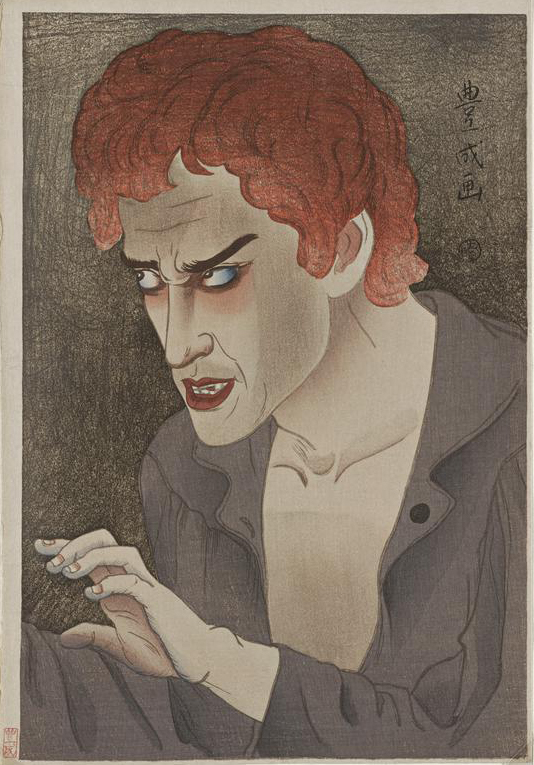
「梨園の華　十三代目守田勘弥のジャン・バルジャン」1921年

- 「梨園の華 四世尾上松助の加賀蔦の五郎次」木版画 大正9年 町田市立国際版画美術館所蔵
- 「梨園の華 二世市川松蔦のお万」 木版画 大正9年 町田市立国際版画美術館所蔵
- 「梨園の華 市川猿之助の早見藤太」 木版画 大正10年 町田市立国際版画美術館所蔵
- 「梨園の華 五世中村歌右衛門のおわさ」 木版画 大正10年 町田市立国際版画美術館所蔵
- 「梨園の華 十一世片岡仁左衛門の柿右衛門」 木版画 大正10年 町田市立国際版画美術館所蔵
- 「梨園の華 十五世市村羽左衛門の植木屋吉五郎」　木版画 大正10年　東京国立近代美術館、町田市立国際版画美術館所蔵所蔵
- 「梨園の華 初世中村吉右衛門の星影土右衛門」 木版画 大正10年 町田市立国際版画美術館所蔵
- 「梨園の華 初世沢村宗之助の梅川」 木版画 大正11年（1922年） 町田市立国際版画美術館所蔵
- 「梨園の華 七世坂東三津五郎の唖･太郎助」 木版画 大正11年 町田市立国際版画美術館所蔵
- 「奉祝の夜」　木版画　千葉市美術館所蔵
- 「舞妓」 木版画 1924年
- 「十一代目片岡仁左衛門の大星由良之助」 木版画 大正5年 千葉市美術館所蔵

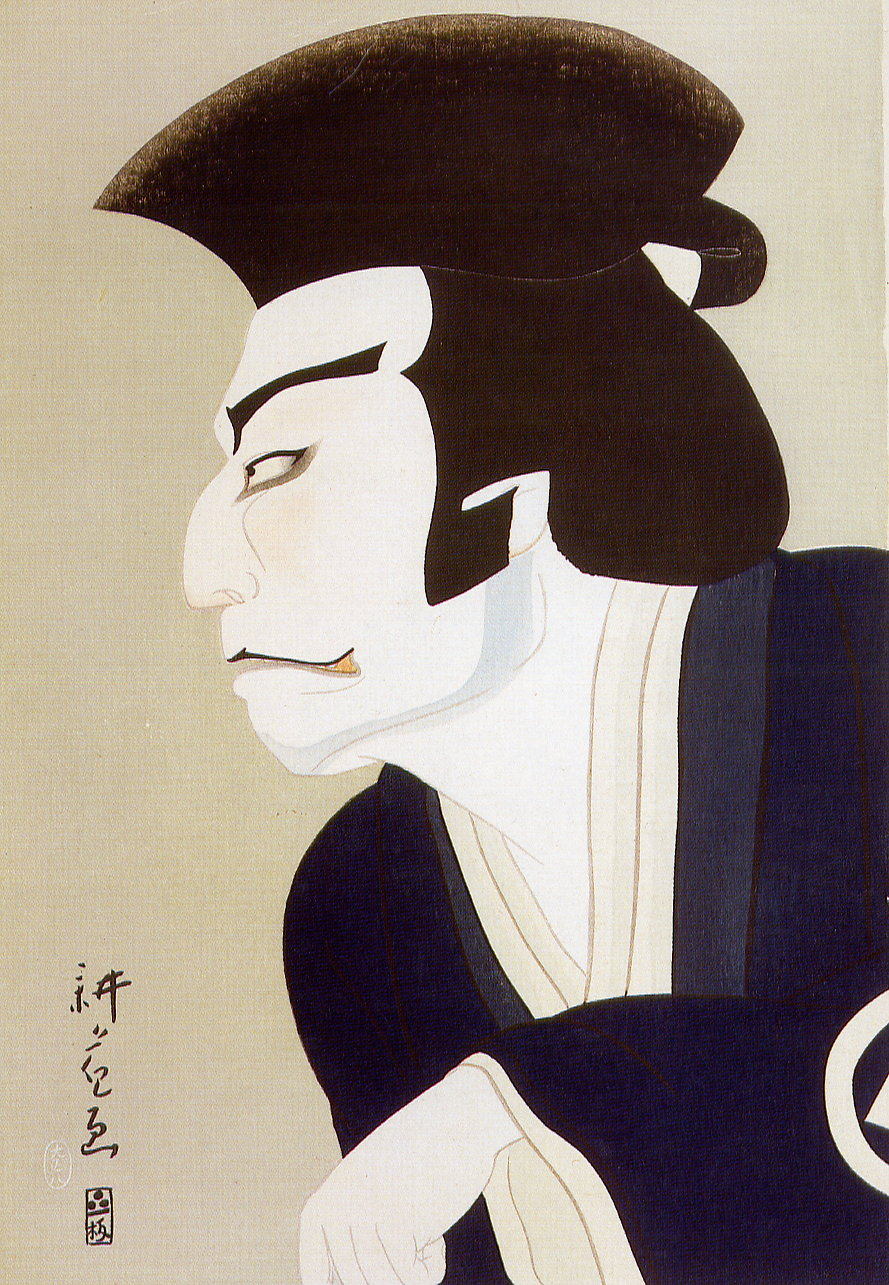
「二世市川段四郎の鉄心斎」1932年

### 註釈
1. ↑  生年月日は明治18年12月[1]や明治19年1月2日[2]の記述も見られる。